# فورست إم. هال
فورست إم. هال (بالإنجليزية: Forrest M. Hall)‏ هو محامي أمريكي، ولد في 30 نوفمبر 1869 في Bloomfield Township, Logan County, Ohio ‏ في الولايات المتحدة، وتوفي في 1 مايو 1961.